# A Game of Pool
A Game of Pool is een aflevering van de Amerikaanse televisieserie The Twilight Zone. Het scenario van de aflevering werd geschreven door George Clayton Johnson.

## Plot

### Opening
Jesse Cardiff, pool shark, the best on Randolph Street, who will soon learn that trying to be the best at anything carries its own special risks, in or out of the Twilight Zone.
— Rod Serling

### Verhaal
Het is al laat op de avond. Jesse Cardiff, de beste poolspeler van zijn club, is nog wat aan het oefenen in Lister's Pool Room. Jesse maakt verbitterd de opmerking dat hij waarschijnlijk al erkend zou worden als de beste poolspeler ooit, ware het niet dat men deze titel nog altijd toekent aan de al 15 jaar geleden overleden Fats Brown. Jesse zegt hardop dat hij er alles voor over zou hebben om een keer tegen Fats te kunnen spelen.
Tot zijn verbazing duikt opeens vanuit het niets Fats Brown op. Hij is vanuit het hiernamaals teruggekomen om Jesses uitdaging aan te gaan. Fats wil echter alleen spelen als er wat tegenover staat. Zijn eis is simpel: als Jesse wint krijgt hij de erkenning die hij zo graag wil, maar als hij verliest kost dat hem zijn leven.
De wedstrijd begint. Terwijl ze spelen wijst Fats Jesse erop dat hij niets gedaan heeft met zijn leven behalve pool spelen. Jesse negeert hem daar hij denkt dat Fats hem gewoon probeert af te leiden. Uiteindelijk is Jesse nog maar een gemakkelijk schot verwijderd van de overwinning en wederom waarschuwt Fats hem dat hij geen idee heeft wat voor last Jesse zich op de hals haalt. Jesse pot de bal en wint het spel. Hij is nu officieel de beste poolspeler ooit.
Fats is totaal niet teleurgesteld over zijn verlies en bedankt Jesse juist dat hij gewonnen heeft. Jesse begrijpt niet waarom, totdat hij jaren later zelf overlijdt: als beste speler ooit moet hij ook in het hiernamaals zijn titel blijven verdedigen tot hij een keer verslagen wordt. Dat was de last waar Fats het over had.

### Slot
Mr. Jesse Cardiff, who became a legend by beating one, but who has found out after his funeral that being the best of anything carries with it a special obligation to keep proving it. Mr. Fats Brown, on the other hand, having relinquished the champion's medal, has gone fishing. These are the ground rules, in the Twilight Zone.
— Rod Serling

## Rolverdeling
- Jack Klugman: Jesse Cardiff
- Jonathan Winters: Fats Brown

## Alternatief einde
Johnsons scenario bevatte oorspronkelijk een alternatief einde, waarin Jesse verliest. Na zijn verlies blijft Jesse echter in leven, ondanks de voorwaarde dat hij zou sterven als hij verloor. Fats verklaart hierop aan Jesse dat hij niet zal sterven door Fats' toedoen. In plaats daarvan zal hij sterven “zoals alle verliezers sterven”: hij zal worden begraven en daarna worden vergeten, terwijl men Fats altijd zal blijven herinneren.
Dit alternatieve einde werd alsnog gebruikt voor de remake van de aflevering in The New Twilight Zone.

## Trivia
- Deze aflevering staat op volume 3 van de dvd-reeks.